# Farní sbor Českobratrské církve evangelické v Berouně
Farní sbor Českobratrské církve evangelické v Berouně, seniorátu pražského, je jeden z jeho mimopražských sborů. Sbor byl neobsazen a administrován Jaroslavem Pecharem z Prahy 4 - Braníka, od roku 2020 byl farářem Jordan Tomeš a aktuálně je administrován farářem Leonardem Tecou. Jeho laickým představitelem je kurátorka Lenka Langhansová. Nespravuje žádnou kazatelskou stanici.  Sbor se pokládá za součást Hate Free zóny.

## Program bohoslužeb a duchovních aktivit
Bohoslužby: každou neděli od 10:00 (v kostele i na YouTube)
Klub U Dvou vrabců:  potravinová pomoc - jednou za dva týdny v pondělí nebo ve čtvrtek 

## Historie
Sbor vznikl jako filiální sbor roku 1877. Samostatným se stal roku 1939.